# Maratón de Santiago
El Maratón de Santiago (también llamado Gatorade Maratón de Santiago por conceptos de auspicio, o por su sigla MDS) es un evento deportivo realizado en las calles de la ciudad de Santiago de Chile, donde compiten corredores aficionados y profesionales en las categorías de 10, 21 y 42 km (maratón).  Se celebra cada año desde 1990, reemplazando en 2007 el nombre de la competencia, que antes se denominaba Maratón Internacional de Santiago.
Hoy en día es considerado el evento deportivo anual más grande de Chile, obteniendo en 2012 la certificación de la IAAF e integrándolo en la categoría y calendario Bronze Label Road Races , y con esto el reconocimiento oficial en las categorías de media maratón (21.098 metros) y maratón (42.195 metros). En Sudamérica su importancia es tal que sólo es superado por la Media Maratón de Bogotá, en Colombia, que está reconocido dentro del calendario IAAF Gold Label Road Races .
Actualmente, desde 2008, su punto de partida y llegada es en la Plaza de la Ciudadanía, frente al Palacio de la Moneda, en la Avenida Libertador General Bernardo O'Higgins, o también conocida como Alameda.
En la edición 2016, se estima extraoficialmente que el evento convocó a más de 35.000 personas aproximadamente, aumentando cada día el número de participantes, debido al atractivo deportivo, publicitario y mediático que este propone.
Los ganadores de la edición 2018 del maratón de santiago en la categoría de 42 km fueron el keniata Luka Lobuwan en varones y la etíope Shewarge Amare Alene en damas.

## Historia
La historia de esta carrera pedestre se remonta casi a principios del siglo pasado. El 2 de mayo de 1909, un selecto grupo de atletas se reunieron en el Hipódromo de Chile para participar de la primera maratón de nuestro país. El “Gran Premio” en esa ocasión era un reloj de cadena, y el ganador fue el español Antonio Creuz con un tiempo de 03:01:07. El 24 octubre de ese mismo año, y en el mismo lugar, se realizaron nuevas carreras, pero con un recorrido de 38 km.
Entre 1985 y 1989 fue la empresa alemana Química Hoechst de la mano del periodista Patricio Amigo, la que estuvo a cargo de organizar esta carrera popular por la ciudad de Santiago.
Un año más tarde, en 1990, se da inicio a la Maratón Internacional de Santiago (MIS), a cargo de la Corporación Maratón Internacional de Santiago integrada por Patricio Amigo, Álvaro Soto, Juan José Gari, José Manuel López y Luis Marcelo Gattoni. En la versión de ese año, fue la primera vez que corrió un atleta no vidente. Se trató del abogado Miguel Ulloa, quien corrió con Rodrigo Salas (corredor guía), demorando alrededor de 4 horas 30 minutos.
En 1992 esta carrera pasó a estar afiliada a la AIMS (Association of International Marathons and Distance Races), por lo que se empezó a considerar y ser reconocida como una maratón internacional (además siempre tuvo atletas foráneos presentes, incluso vencedores de Rusia, Brasil, Perú y Bolivia por nombrar a algunos). Ese mismo año, y hasta el 2007, Olimpo Producciones, con Rodrigo Salas a la cabeza, toma la dirección de esta importante competencia pedestre.
Como anécdota en la competencia de 1992, Rodrigo Salas recuerda que Mónica Regonessi logró bajar la marca de maratón de mujeres en Chile, por lo que se ganó un auto Citroën AX, y con el premio en dinero que obtuvo por ganar la prueba, lo cambió por el siguiente modelo, un ZX, que por esos años era de los mejores autos que circulaban por nuestras calles. Rodrigo nunca pensó que alguien lograría batir el récord, y estuvo pagando el crédito para el auto por 3 años.
Cuatro años más tarde, había un premio similar si una mujer bajaba las 2 horas 35 minutos. La ganadora, Érika Olivera, finalizó en 2 horas 35 minutos y 4 segundos, no consiguiendo así el premio “adicional”.
A partir de esa fecha, además de los 42 km se corrieron 14 como distancia intermedia, cuya meta se ubicaba frente a las oficinas del diario El Mercurio, ya que era auspiciador de la carrera. En 1995, la distancia intermedia cambia a 11 km, puesto que el auspicio pasó a manos de La Tercera, y la meta era en el Puente Lo Saldes. En 1999, en la X edición de la Maratón Internacional de Santiago, además de los 42 km, se incorporaron las distancias de 21 y 10 km.
Una de las constantes de esta carrera desde sus inicios es el mes en el que se realiza. Esto es en abril, y se hace como homenaje a Carabineros de Chile, ya que es en ese mes en el cual la Institución celebra su aniversario, y son ellos los que se encargan de velar por la seguridad de los corredores. Asimismo, siempre se ha buscado crear un circuito representativo y así recorrer por completo la capital del país.
El 2007, que es cuando Adidas y la Fedachi (Federación Atlética de Chile) se asocian con Olimpo Producciones. Anteriormente, el lugar de partida y llegada de los 42.195 metros fue siempre el Parque O’Higgins, sin embargo, en su primera versión como Maratón de Santiago tuvo largada y partida frente al Parque Araucano en la comuna de Las Condes.
Al año siguiente, Olimpo queda fuera y la organización pasa a manos de Adidas, con un circuito, de 10, 21 y 42 km. Desde esta última edición, la partida nace y termina frente al Palacio de La Moneda, transformándose en uno de los eventos con mayor infraestructura y mayor convocatoria de corredores del país. Ese año se abrieron 12 000 cupos, los cuales se agotaron rápidamente.
El año 2009, fueron 16 000 los inscritos de manera oficial en las diferentes distancias: 1623 corrieron la distancia del maratón, 5558 media maratón y 8969 la 10 km, y de manera extraoficial, el total de participantes en el evento superó los 22 mil. Para el año 2010, el número extraoficial de participantes se elevó a 25 000, con 2 600 inscritos para la distancia de maratón. Ya para el año 2011 el 10% de los 20 000 inscritos eran extranjeros.
Los cupos oficiales para las versiones del año 2012 y 2013, fueron 25 000 y ambos se agotaron con casi un mes de anticipación. La versión 2012 de la prueba, logró la Etiqueta de Bronce de la Asociación Internacional de Federaciones de Atletismo (IAAF), lo que significa que cumplió una extensa lista de requerimientos para integrarse al selecto grupo dividido en las categorías oro, plata y bronce.
Desde 2014, la organización pasó a manos de Corporación Maratón de Santiago, donde se inscribieron 28.000 corredores, aunque se especula que asistieron alrededor de 32 000 corredores, extraoficialmente.
En los años 2015 y 2016, aumentaron considerablemente los corredores inscritos en la categoría de 21 kilómetros, pero aun así, muchos participantes se atrevieron a correr el Maratón (42.195 metros), quitando el favoritismo a la categoría de 10 km, que en años anteriores fue la categoría con mayor cantidad de inscritos, dando a entender que los runners querían experimentar el ascenso kilométrico.

### Controversia por derechos del Maratón
Desde el año 2013 le corresponden la planificación, organización y producción del Maratón de Santiago a la Corporación Maratón de Santiago (MDS), una entidad sin fines de lucro que se creó con el propósito de promover la práctica del atletismo en Chile. Dicha atribución se asumió mediante un contrato firmado con la Federación Atlética de Chile (Fedachi), en el que ambas instituciones se comprometen a cumplir una serie de medidas para la correcta realización del evento.
Sin embargo, en diciembre de 2015, el periodista Juan Cristóbal Guarello denunció que el contrato presentaba una serie de irregularidades que dejaban desprotegida a la Fedachi, alegando que la Corporación no había transparentado sus estados financieros y que esta se había apropiado de un bien que no le pertenece. Esto se sumó a una publicación efectuada en marzo de 2016, en que Guarello publica los detalles del contrato y revela que Fernando Jamarne, presidente de la Corporación MDS, era al mismo tiempo Vicepresidente de la Fedachi, y que Álvaro González, quien era presidente de la Fedachi en la época, asumiría como Director de la Corporación MDS una vez concluido su mandato, reflejando un mutuo conflicto de intereses en la firma del contrato.
Las denuncias provocaron reacciones en ambos sectores. Por un lado, el nuevo presidente de la Fedachi, Juan Luis Carter, denunció que ellos han debido cumplir un exceso de obligaciones para la realización del evento a cambio de un pago de 100 Unidades de Fomento (CLP $2.580.956), una cifra menor a los 700 millones de pesos que el evento genera en ingresos. Estas declaraciones estuvieron acompañadas por el exatleta Sebastián Keitel, quien exigía que Jamarne y González renunciaran a la organización del Maratón. Por otro lado, el presidente de la Corporación MDS Fernando Jamarne alegó que las acusaciones en su contra son totalmente antojadizas, y que siempre han tenido la disposición a dialogar con la Fedachi para llegar a algún acuerdo.
Como consecuencia de las denuncias, la IAAF le retiró la Clasificación Bronce al Maratón de Santiago, medida que se aplicó desde la edición 2016. Con esto, los tiempos cronometrados en el Maratón no serán válidos para competencias internacionales, afectando a los atletas que se preparaban para los Juegos Olímpicos de Río de Janeiro 2016. El retiro incluye una nota en que el representante de la IAAF Sean Wallace-Jones pidió a Jamarne que eliminara el logotipo de la IAAF en las publicaciones oficiales del evento y notificara a los atletas profesionales del retiro, a lo que este se negó. Debido a esta medida, atletas como Érika Olivera tuvieron que competir en el Maratón de Róterdam para clasificar a los Juegos Olímpicos, mientras que la Fedachi creó el Maratón de Chile en la ciudad de Temuco con el fin de ofrecer una alternativa a los atletas que querían clasificar a la cita olímpica.
Finalmente, y luego de una serie de litigios legales entre la Fedachi y la Corporación MDS, a fines de 2015, un juez árbitro designado por el 29º Juzgado Civil de Santiago falló en favor de la Corporación. La sentencia condena a la Fedachi a cumplir forzadamente con las obligaciones impuestas en el contrato de 2013, incluida la tramitación con la IAAF para que se recuperara la Categoría Bronce, la cual volvió a entrar en vigencia desde la edición 2017. No obstante, el fallo no especifica condiciones futuras para una potencial renovación del vínculo entre la Fedachi y la Corporación MDS, la cual no se concretó tras la expiración del contrato, el 30 de abril de 2017.
El 23 de mayo de 2017, la Fedachi anunció que demandará a la Corporación MDS por presunta estafa, asociación ilítica y falsificación de documentos públicos. Además, su intención es recuperar la marca Maratón de Santiago, que en estos momentos pertenece a la Corporación. Una semana después, su presidente Juan Luis Carter anunció que crearán su propio Maratón para el 8 de abril de 2018, el mismo mes y en la misma ciudad que el actual Maratón de Santiago. Hasta 2018, estuvo clasificado con la Etiqueta de Bronce de la IAAF, pero debido a problemas entre la Federación Atlética de Chile y la "Corporación Maratón de Santiago", la IAAF le quitó dicha etiqueta.

### Aplazamiento de la versiones de 2020 y 2021
La versión del 2020 estaba fijada para abril de ese año debido a la Pandemia de enfermedad por coronavirus se decidió postergar la maratón de santiago para septiembre de 2020. El 15 de mayo de 2020, la organización anunció que se canceló la edición 2020 y que se enfocarán en la edición 2021, a desarrollarse en abril de ese año. Sin embargo debido a la continuidad de la crisis sanitaria se vuelve a cancelar la versión de 2021 y se decidió realizar el evento para la edición de 2022 para el 8 de mayo del mismo año.

## Participantes

### Todas las categorías
| Edición | Año  | Oficial | 42K (Finalistas) | 21K (Finalistas) | 10K (Finalistas) | Extraoficial |
| ------- | ---- | ------- | ---------------- | ---------------- | ---------------- | ------------ |
| 1       | 2007 | 6.800   | 593              | 1.753            | 4.508            | 14.000       |
| 2       | 2008 | 12.000  | 1.572            |                  |                  | 20.000       |
| 3       | 2009 | 16.000  | 2.575            | 5.558            | 8.969            | 22.000       |
| 4       | 2010 | 20.000  | 3.048            |                  |                  | 25.000       |
| 5       | 2011 | 20.422  | 3.774            |                  |                  |              |
| 6       | 2012 | 24.955  | 3.828            |                  |                  |              |
| 7       | 2013 | 25.047  | 4.010            | 10.651           | 10.386           | 30.500       |
| 8       | 2014 | 25.500  | 4.010 (3.667)    | (9.886)          | (7.283)          | 32.000       |
| 9       | 2015 | 28.000  | 6.022 (4.515)    | 13.440 (10.956)  | 8.400 (6.604)    |              |
| 10      | 2016 | 28.000  | 6.387 (4.590)    | 13.938 (10.825)  | 7.675 (6.501)    | 35.000       |
| 11      | 2017 | 30.000  | 6.132 (4.618)    | 13.000 (9.988)   | 10.868 (8.898)   |              |

## La carrera
En la versión 2007, la carrera tuvo su lugar de partida y meta frente al Parque Araucano en la comuna de Las Condes. Ya desde el año 2008, la competencia comienza y termina, en la Plaza de la Ciudadanía, frente al Palacio de la Moneda.
El trazado del maratón desde 2008 a 2012 pasa por la Alameda, dobla hacia el sur rodeando el Parque O'Higgins, continúa por Avenida Matta hasta el Estadio Nacional, luego llega a Rotonda Grecia y sube al norte por Avenida Américo Vespucio, rodea el Country Club y pasa por el costado norte del Parque Padre Hurtado, toma Avenida Padre Hurtado Sur, para doblar por Avenida Alonso de Camargo hasta Avenida Cuarto Centenario, la que conecta con Avenida Cristóbal Colón, sigue hacia el norte pasando por, entre otras avenidas, Avenida Presidente Kennedy. Dobla hacia el este en Avenida Monseñor Escrivá de Balaguer hasta llegar a Avenida Andrés Bello, ya cerca del Metro Salvador, toma Avenida Providencia, para conectarse nuevamente a la Alameda.
En 2013, la ruta del Maratón de Santiago tiene una favorable variación para los competidores, debido a que la ruta anterior presentaba un nivel de inclinación muy alto en el sector de la Avenida Francisco Bilbao, lo que producía que muchos competidores (sobre todo principiantes) abandonaran en esa parte del trayecto por la dificultosa pendiente, además de posibilitar a competidores de Elite para clasificar a otras competencias en el mundo. Es por esto que la organización decidió que el trayecto se modificara en 2 tramos:
1. Al llegar corriendo por Avenida Matta en dirección este hasta el frontis del Estadio Nacional, toma un giro en dirección norte por calle Campo de Deportes, siguiendo por Avenida Antonio Varas, hasta Avenida Pocuro donde vuelve a tomar dirección este. Luego gira en dirección sur por Avenida Los Leones, continuando por General José Artigas, Av. Chile-España, Avenida José Pedro Alessandri hasta calle Rodrigo de Araya, donde vuelve al este. Una vez llegado a Rotonda Rodrigo de Araya, toma dirección a Avenida Grecia para retomar trayectoria antes conocida. Luego de girar por Rotonda Grecia, seguir por Avenida Ossa, llega a la esquina de Av. Francisco Bilbao donde se produce la segunda variación.
2. En la segunda variación, la ruta no sigue por Francisco Bilbao como antes. En esta ocasión continua por Av. Ossa en dirección norte, doblar en Francisco de Aguirre hacia el este, Luis Carrera al norte nuevamente, para luego volver definitivamente en dirección oeste hacia la Plaza de la Ciudadanía por Avenida Monseñor Escrivá de Balaguer, retomando el último trayecto conocido.[35][36][37][38]

El circuito hasta el día de hoy se ha mantenido sin variaciones, debido a la buena aceptación de los participantes a la ruta propuesta.

## Palmarés

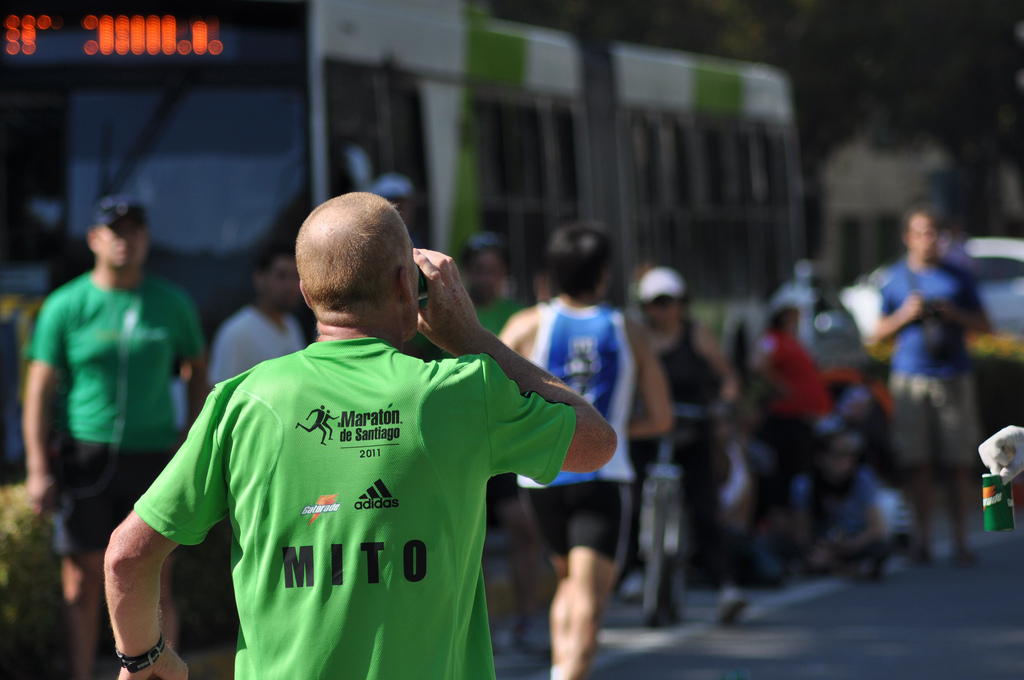
Corredor durante la edición 2011 del maratón de Santiago.

### Categoría masculina
| Nombre Competencia                      | Año  | Ganador                                       | País                                          | Tiempo                                        | Nota                                          |
| --------------------------------------- | ---- | --------------------------------------------- | --------------------------------------------- | --------------------------------------------- | --------------------------------------------- |
| Maratón Internacional de Santiago (MIS) | 1992 | Omar Aguilar                                  | Chile                                         | 2:16:49                                       |                                               |
| Maratón Internacional de Santiago (MIS) | 1993 | Alejandro Aros                                | Chile                                         | 2:15:04                                       |                                               |
| Maratón Internacional de Santiago (MIS) | 1994 | Valmir Carvalho                               | Brasil                                        | 2:16:25                                       |                                               |
| Maratón Internacional de Santiago (MIS) | 1995 | Jaime Ojeda                                   | Chile                                         | 2:17:31                                       |                                               |
| Maratón Internacional de Santiago (MIS) | 1996 | Marcelo Barrientos                            | Chile                                         | 2:14:40                                       |                                               |
| Maratón Internacional de Santiago (MIS) | 1997 | Omar Aguilar                                  | Chile                                         | 2:17:29                                       | Segundo triunfo                               |
| Maratón Internacional de Santiago (MIS) | 1998 | Jaime Ojeda                                   | Chile                                         | 2:22:11                                       | Segundo triunfo                               |
| Maratón Internacional de Santiago (MIS) | 1999 | Vicente Chura                                 | Perú                                          | 2.17:10                                       |                                               |
| Maratón Internacional de Santiago (MIS) | 2000 | Marco Condori                                 | Bolivia                                       | 2:20:34                                       |                                               |
| Maratón Internacional de Santiago (MIS) | 2001 | Juan Encina                                   | Chile                                         | 2:31:42                                       |                                               |
| Maratón Internacional de Santiago (MIS) | 2002 | Karim Marín                                   | Chile                                         | 2:24:42                                       |                                               |
| Maratón Internacional de Santiago (MIS) | 2003 | Leonidas Rivadeneira                          | Chile                                         | 2:17:16                                       |                                               |
| Maratón Internacional de Santiago (MIS) | 2004 | Eugenio Galaz                                 | Chile                                         | 2:29:00                                       |                                               |
| Maratón Internacional de Santiago (MIS) | 2005 | Eugenio Galaz                                 | Chile                                         | 2:21:01                                       | Segundo triunfo                               |
| Maratón Internacional de Santiago (MIS) | 2006 | Miguel Meléndez                               | Chile                                         | 2:21:00                                       |                                               |
| Maratón de Santiago (MDS)               | 2007 | Miguel Meléndez                               | Chile                                         | 2:19:47                                       | Segundo triunfo                               |
| Maratón de Santiago (MDS)               | 2008 | Roberto Echeverría                            | Chile                                         | 2:15:37                                       |                                               |
| Maratón de Santiago (MDS)               | 2009 | George Okworo                                 | Kenia                                         | 2:18:19                                       |                                               |
| Maratón de Santiago (MDS)               | 2010 | Alene Reta                                    | Etiopía                                       | 2:12:33                                       |                                               |
| Maratón de Santiago (MDS)               | 2011 | Julius Keter                                  | Kenia                                         | 2:13:22                                       |                                               |
| Maratón de Santiago (MDS)               | 2012 | Peter Lemayian                                | Kenia                                         | 2:12:52                                       |                                               |
| Maratón de Santiago (MDS)               | 2013 | Julius Keter                                  | Kenia                                         | 2:11:44                                       | Segundo triunfo                               |
| Entel Maratón de Santiago (MDS)         | 2014 | Beraki Beyene                                 | Eritrea                                       | 2:11:50                                       |                                               |
| Entel Maratón de Santiago (MDS)         | 2015 | Luka Lobuwan                                  | Kenia                                         | 2:11:53                                       |                                               |
| Entel Maratón de Santiago (MDS)         | 2016 | Víctor Kipchirchir                            | Kenia                                         | 2:11:01                                       |                                               |
| Entel Maratón de Santiago (MDS)         | 2017 | Luka Lobuwan                                  | Kenia                                         | 2:09:37                                       | Segundo triunfo                               |
| Entel Maratón de Santiago (MDS)         | 2017 | Luka Lobuwan                                  | Kenia                                         | 2:09:37                                       | Récord del circuito                           |
| Entel Maratón de Santiago (MDS)         | 2018 | Luka Lobuwan                                  | Kenia                                         | 2:12:15                                       | Tercer triunfo                                |
| Entel Maratón de Santiago (MDS)         | 2018 | Luka Lobuwan                                  | Kenia                                         | 2:12:15                                       | Mayor número de victorias                     |
| Maratón de Santiago (MDS)               | 2019 | Jacob Kibet Chulyo                            | Kenia                                         | 2:13:15                                       |                                               |
| Maratón de Santiago (MDS)               | 2020 | No disputado debido a la pandemia de COVID-19 | No disputado debido a la pandemia de COVID-19 | No disputado debido a la pandemia de COVID-19 | No disputado debido a la pandemia de COVID-19 |
| Maratón de Santiago (MDS)               | 2021 | No disputado debido a la pandemia de COVID-19 | No disputado debido a la pandemia de COVID-19 | No disputado debido a la pandemia de COVID-19 | No disputado debido a la pandemia de COVID-19 |
| Gatorade Maratón de Santiago (MDS)      | 2022 | Daniel Cortés                                 | Chile                                         | 2:17:31                                       |                                               |
| Gatorade Maratón de Santiago (MDS)      | 2023 | Joseph Munywoki                               | Kenia                                         | 2:12:42                                       |                                               |
| Gatorade Maratón de Santiago (MDS)      | 2024 | Edwin Koech                                   | Kenia                                         | 2:10:15                                       |                                               |
| Gatorade Maratón de Santiago (MDS)      | 2025 | Carlos Díaz                                   | Chile                                         | 2:09:50                                       |                                               |

### Categoría femenina
| Nombre Competencia                      | Año  | Ganadora                                      | País                                          | Tiempo                                        | Nota                                          |
| --------------------------------------- | ---- | --------------------------------------------- | --------------------------------------------- | --------------------------------------------- | --------------------------------------------- |
| Maratón Internacional de Santiago (MIS) | 1992 | Mónica Regonessi                              | Chile                                         | 2:44:19                                       |                                               |
| Maratón Internacional de Santiago (MIS) | 1993 | Galina Gurianova                              | Rusia                                         | 2:51:41                                       |                                               |
| Maratón Internacional de Santiago (MIS) | 1994 | Nerci Freitas                                 | Brasil                                        | 2:49:59                                       |                                               |
| Maratón Internacional de Santiago (MIS) | 1995 | Flor Venegas                                  | Chile                                         | 2:40:54                                       |                                               |
| Maratón Internacional de Santiago (MIS) | 1996 | Érika Olivera                                 | Chile                                         | 2:35:04                                       |                                               |
| Maratón Internacional de Santiago (MIS) | 1997 | Érika Olivera                                 | Chile                                         | 2:38:22                                       | Segundo triunfo                               |
| Maratón Internacional de Santiago (MIS) | 1998 | Marlene Flores                                | Chile                                         | 2:39:50                                       |                                               |
| Maratón Internacional de Santiago (MIS) | 1999 | Julia del Río                                 | Chile                                         | 2:47:52                                       |                                               |
| Maratón Internacional de Santiago (MIS) | 2000 | Érika Olivera                                 | Chile                                         | 2:36:34                                       | Tercer triunfo                                |
| Maratón Internacional de Santiago (MIS) | 2001 | Marlene Quezada                               | Chile                                         | 3:00:26                                       |                                               |
| Maratón Internacional de Santiago (MIS) | 2002 | Nancy Portilla                                | Perú                                          | 2:53:49                                       |                                               |
| Maratón Internacional de Santiago (MIS) | 2003 | Julia del Río                                 | Chile                                         | 2:46:11                                       | Segundo triunfo                               |
| Maratón Internacional de Santiago (MIS) | 2004 | Marlene Quezada                               | Chile                                         | 3:00:00                                       | Segundo triunfo                               |
| Maratón Internacional de Santiago (MIS) | 2005 | Denise Paiva                                  | Brasil                                        | 2:46:19                                       |                                               |
| Maratón Internacional de Santiago (MIS) | 2006 | Julia del Río                                 | Chile                                         | 2:52:19                                       | Tercer triunfo                                |
| Maratón de Santiago (MDS)               | 2007 | Érika Olivera                                 | Chile                                         | 2:44:26                                       | Cuarto triunfo                                |
| Maratón de Santiago (MDS)               | 2008 | Natalia Romero                                | Chile                                         | 2:45:42                                       |                                               |
| Maratón de Santiago (MDS)               | 2009 | Érika Olivera                                 | Chile                                         | 2:36:19                                       | Quinto triunfo                                |
| Maratón de Santiago (MDS)               | 2009 | Érika Olivera                                 | Chile                                         | 2:36:19                                       | Mayor número de victorias                     |
| Maratón de Santiago (MDS)               | 2010 | Natalia Romero                                | Chile                                         | 2:41:13                                       | Segundo triunfo                               |
| Maratón de Santiago (MDS)               | 2011 | Hyvon Ngetich                                 | Kenia                                         | 2:34:42                                       |                                               |
| Maratón de Santiago (MDS)               | 2012 | Natalia Romero                                | Chile                                         | 2:34:57                                       | Tercer triunfo                                |
| Maratón de Santiago (MDS)               | 2013 | Jacqueline Kiplimo                            | Kenia                                         | 2:30:52                                       |                                               |
| Entel Maratón de Santiago (MDS)         | 2014 | Emily Chepkorir                               | Kenia                                         | 2:35:00                                       |                                               |
| Entel Maratón de Santiago (MDS)         | 2015 | Inés Melchor                                  | Perú                                          | 2:28:18                                       | Récord del circuito                           |
| Entel Maratón de Santiago (MDS)         | 2016 | Olga Kimaiyo                                  | Kenia                                         | 2:35:24                                       |                                               |
| Entel Maratón de Santiago (MDS)         | 2017 | Inés Melchor                                  | Perú                                          | 2:32:09                                       | Segundo triunfo                               |
| Entel Maratón de Santiago (MDS)         | 2018 | Shewarge Amare Alene                          | Etiopía                                       | 2:30:32                                       |                                               |
| Maratón de Santiago (MDS)               | 2019 | Gladys Yepkemoi                               | Kenia                                         | 2:36:35                                       |                                               |
| Maratón de Santiago (MDS)               | 2020 | No disputado debido a la pandemia de COVID-19 | No disputado debido a la pandemia de COVID-19 | No disputado debido a la pandemia de COVID-19 | No disputado debido a la pandemia de COVID-19 |
| Maratón de Santiago (MDS)               | 2021 | No disputado debido a la pandemia de COVID-19 | No disputado debido a la pandemia de COVID-19 | No disputado debido a la pandemia de COVID-19 | No disputado debido a la pandemia de COVID-19 |
| Gatorade Maratón de Santiago (MDS)      | 2022 | Danica Kusanović                              | Chile                                         | 2:55:00                                       |                                               |
| Gatorade Maratón de Santiago (MDS)      | 2023 | Salina Jebet                                  | Kenia                                         | 2:36:00                                       |                                               |
| Gatorade Maratón de Santiago (MDS)      | 2024 | Josephine Chepkoech                           | Kenia                                         | 2:28:18                                       |                                               |
| Gatorade Maratón de Santiago (MDS)      | 2025 | Jovana de la Cruz                             | Perú                                          | 2:33:44                                       |                                               |

## Victorias por país
| País    | Hombres | Mujeres | Total |
| ------- | ------- | ------- | ----- |
| Chile   | 16      | 17      | 33    |
| Kenia   | 11      | 7       | 18    |
| Perú    | 1       | 4       | 5     |
| Brasil  | 1       | 2       | 3     |
| Etiopía | 1       | 1       | 2     |
| Eritrea | 1       | -       | 1     |
| Bolivia | 1       | -       | 1     |
| Rusia   | -       | 1       | 1     |

### Premio Érika Olivera
Desde la edición 2017, la organización del Maratón de Santiago otorga el Premio Érika Olivera al primer corredor chileno (en hombres y mujeres) que haya llegado a la meta.
| Año  | Ganador Hombres     | Tiempo  | Lugar General | Ganadora Mujeres | Tiempo  | Lugar General |
| ---- | ------------------- | ------- | ------------- | ---------------- | ------- | ------------- |
| 2017 | Francisco Méndez    | 2:25:06 | 10.°          | Clara Morales    | 2:47:22 | 5.°           |
| 2018 | Leslie Encina       | 2:21:57 | 5.°           | Clara Morales    | 2:27:38 | 6.°           |
| 2019 | César Díaz          | 2:31:16 | 6.°           | Johana Rivas     | 2:51:00 | 4.°           |
| 2022 | Daniel Cortés       | 2:17:31 | 1.°           | Danica Kusanović | 2:55:00 | 1.°           |
| 2023 | Cristopher Guajardo | 2:21:30 | 4.°           | Johanna Rivas    | 2:49:57 | 2.°           |
| 2024 | Mauricio Flandez    | 2:15:30 | 4.°           | Giselle Álvarez  | 2:40:30 | 4.°           |
| 2025 | Carlos Díaz         | 2:09:50 | 1.°           | Nicole Urra      | 2:37:46 | 4.°           |

## Organización, auspiciadores y patrocinios

### Organización
Desde 2013, la Corporación Maratón de Santiago es quien organiza todos los años la competencia.
Prokart es la empresa encargada de la producción desde la edición 2008 del MDS.

### Auspiciadores
Entre los años 2007 y 2013, el auspiciador principal fue la marca deportiva Adidas, quien se encargaba además de diseñar el vestuario deportivo oficial.
En 2019, el auspicio le fue otorgado a Gatorade, con lo cual el nombre del evento cambia y se pasa a llamar desde ese entonces, por conceptos de auspicio, Gatorade Maratón de Santiago. Sin embargo, Nike se adhiere como auspiciador deportivo y a Gatorade como auspiciador e hidratador oficial de la competencia.

#### Otros auspiciadores
- Salcobrand
- Carozzi
- TVN
- AirFrance
- Mitsubishi Motors
- Red de Salud UC Christus
- La Tercera
- GFK Adimark
- Radio Cooperativa
- Run Fitners
- RunChile
- FullRunners

### Patrocinadores
- IAAF Athletics
- IAAF AIMS
- Unicef
- Asociación Atlética Regional Metropolitana
- Intendencia y Gobierno Regional Metropolitano
- Instituto Nacional de Deportes (IND)